# Прва земаљска хигијенска изложба
На седници Југословенског друштва за чување народног здравља, која се одржала 17. јула 1932. године у Београду, усвојен је предлог да се приреди велика хигијенска изложба, на којој би учествовала цела земља. Тада је изабран и изложбени одбор од седам чланова друштвеног Главног одбора, којима је било поверено извођење овог посла. Прва земаљска хигијенска изложба, под покровитељством краља Александра I Карађорђевића, јавности је била приказана већ 19. августа 1933. године, захваљујући преданом раду одбора и помоћи других државних институција.
Друштво је организовало ову изложбу са жељом да она буде едукативна за становништво, како би боље упознали свој организам и колико је значајно бринути о свом здрављу. Такође, циљ је био и да се покаже напредак хигијене у држави и шта све од хигијене домаћа радиност може да понуди домаћем и страном тржишту. Тачно у 11 часова у суботу 19. августа изложба је отворена, а краљ је као изасланика послао свог првог ађутанта генерала Милана Јечменића. Од чланова владе отварању су присуствовали и министар пољопривреде Љубомир Томашевић, министар унутрашњих послова Живојин Лазић и министар финансија Милорад Ђорђевић. Такође, отварању изложбе присуствовали су многи страни изасланици и представници, као и други угледни посетиоци. Изложбу су посећивали и ђаци, студенти, чак и млађа деца из обданишта и они су углавном долазили као група, са својим наставницима и учитељима. 

## Задаци изложбеног одбора[1]
- Да води све послове око организације и припреме Југословенске хигијенске изложбе, а на основу овлашћења и одлука Главног     одбора.
- Под организацијом и припремама подразумева се:

1. одлука о времену и месту за изложбу
2. прикупљање прихода и њихова употреба
3. подизање потребних објеката
4. прикупљање потребних материјала
5. склапање уговора са излагачима
6. сарађивање са установама, надлештвима и друштвима у погледу изложбе
7. бирање и награђивање канцеларијског и стручног особља
8. уређење

- За све послове начелног карактера, а ширег обима, уколико нису предвиђени тачком 2, тражиће се увек одлука Главног одбора
- Изложбени одбор о свом раду извештава Главни одбор Југословенског друштва за чување народног здравља пред сваку седницу, који     може давати савете и износити своје примедбе.
- Чланови Главног одора у свему помажу рад Изложбеног одбора, на његову молбу
- Изложбени одбор састоји се из седам чланова Главног одбора. По потреби Изложбени одбор може кооптирати још три лица
- Изложбени одбор има свог председника, секретара и благајника. Има своју канцеларију, свој печат, деловодни протокол и своје     књиговодство
- Главни одбор финансира Изложбени одбор, док он не стекне довољно својих средстава
- Рад изложбеног одбора подлеже у рачунско-административном смислу сталном надлежном одбору према друштвеним правилима
- Седницама Изложбеног одмора могу присуствовати чланови председништва Главног обора чију ће сарадњу и савете Изложбени одбор     прихватати, а притом га и редовно обавештавати о свом раду
- По завршетку изложбе Изложбени одбор био је дужан да Главном одбору поднесе биланс. О употреби вишка или покрићу дефицита одлучује Главни одбор

До почетка изложбе одбор је одржао 48 седница, у свим бановинама на позив Изложбеног одбора организовали су се Бановински одбори, који су радили по следећем програму:

## Простор за изложбу
Да би се сви ови циљеви остварили требало је најпре наћи одговарајуће место где би излагачи могли да представе своје производе.Технички факултет у Београду уступило је своју зграду и њене просторије за ову прилику, али тај простор није био довољан да прими цео научни и комерцијални део изложбе. Због тога је одлучено да се за забавни и комерцијални део искористи земљиште иза зграде факултета, које је било довољно велико, али је са друге стране било неравно и није постојао ни један излаз из зграде са те стране. Због тога се извршило санирање терена, који је потом заграђен у дужини од 692м. Затим је извршено постављање канализације и изведен је водовод, ради снабдевања водом постављене су и две чесме. Након свега тога кренуло се са постављањем павиљона, главног павиљона са терасама грађеног за ресторан, изложбених павиљона и главног нужника. Затим је извршено нивелисање целог терена, по коме је посут шљунак, површине 25000m². Јако се бринуло и о естетици самог постора.
Требало је створити комуникацију између саме зграде и овог спољног простора, због тога су два прозора са једне стране факултета претворена у врата и са два дрвена моста зграда је спојена са терасом ресторана, која се налазила у овом спољном делу. Забавни део изложбе био је одвојен од комерцијалног низом малих продавница медених колача, играчака и других атракција. У средишту забавног дела направљен је водоскок, а сви павиљони су били јако модерни, а поједини су се издвајали својом оригиналношћу. Међу таквима је био и павиљон сапуна Сабља, цео је био у виду сапуна за прање, који се ослањао на четири стуба сапуна за бријање.

## Прикупљање финансија
Један део материјала који се налазио на изложби уступио је Хигијенски музеј, а и поред тога Изложбени одбор је самостално припремао материјал. У ту сврху били су ангажовани цртачи, сликари, моделари и друга стручна лица. Велики је изазов био сакупити довољно финансијских средстава, иако је Југословенског друштва за чување народног здравља уступило значајан део својих финансија, ипак то није било довољно. Министарство здравља и социјалне политике је обећана средства дао Изложбеном одбору неколико дана пред отварања изложбе, у тренутку када су сви трошкови већ морали бити измирени. Министарство просвете је такође финансијски помогло изложбу и тим новцем је касније покривен настали дефицит. Са Министарством шума се преговарало о томе да за изложбу бесплатно да резану грађу, или бар по повлашћеним ценама. Међутим потврдан одговор је стигао касно, а цене са попустом су и даље биле превисоке. Важан посао био је и да се омогући људима из унутрашњости да посете изложбу, због тога су са Министарством саобраћаја вођени преговори о повлашћеним ценама за путне карте, као и о повлашћеним ценама за превоз грађе и материјала за изложбу. Свакако без помоћи и сарадње са разним хигијенским установама широм државе изложба не би била могућа. Многе од тих установа су самоиницијативно помагале, схватајући колики је значај једног оваквог догађаја. Један део финансија требао је да се прикупи и продајом улазница, али је и овај посао био захтеван, јер се желело да се новац сакупи, али исто тако да цене буду приступачне, како би што већи број људи могао да посети изложбу. Тако је решено да за поучни део цена буде 8 динара, а за децу и војнике 4. Како би се улаз омогућио свима уведен је био прво један, а затим и два популарна дана када су улазнице коштале 4, односно 2 динара. Од 16. септембра усталиле су се ове ниже цене. Ђаци су плаћали по један динар за улазницу, а многи су ушли и бесплатно. На тај начин су сви који су желели успели да посете изложбу. 

## Пропагандне активности
Одбор је у циљу обавештавања јавности одштампао преко 30.000 плаката, који су били залепљени на свим прометнијим местима у многим градовима широм државе. Истовремено одбор је штампао летке са позивом на изложбу, које је слао на растурање приликом разних конгреса, скупштина и других већих догађаја. Штампано је и 12.000 проспеката у боји са описом изложбе и послати приватним лицима по адресару Југославије. Исто тако, штампано је и 8.000 проспеката са пословним редом за излагаче, који су слати приватницима у држави, са пријавом за изложбу. Многе новине су излазиле у сусрет и бесплатно писали о изложби и позивали на њу. Посебно су се у томе истакле новине у Сплиту, на Цетињу и у Новом Саду. У пропаганди одбор се ослањао и на друштво Путник, са којим је начињен споразум о продаји легитимација за возну полазницу и посету изложбе. 

## Изложба

### Поучни део
Изложба је обухватала све важне области хигијене, све је то требало да представи колико је људски организам сложена машина и колико је битно водити рачуна о њој. Посетиоци су били јако заинтересовани за анатомију људског тела и тај део изложбе је био изузетно посећен. Такође, Изложбени одбор је желео да што више упозна људе са полном физиономијом, јер се о томе јако мало говорило и још увек сматрало за нешто стидно. У згради Техничког факултете, у 17 сала, као и по ходницима смештена је огромна количина материјала, до тада је то била највећа изложба овог типа у Краљевини Југославији.
Један од одељака звао се Здравствено просвећивање и био је изузетно користан, пре свега за децу. Поред овог дела налазило се и мало луткарско позориште, у коме су се приказивале представе едукативног садржаја, а у вези са медицином.
Такође део о алкохолизму био је изузетно посећен, он је требао да прикаже све штетности алкохола и како се борити против алкохолизма. На изложби је истакнут и велики број бања и лековитих извора, који постоје у земљи, као и њихово благотворно деловање на човеково здравље. 
Одељења која су приказивала хигијену одојчади и мале и школске деце пружале су могућност посетиоцима да оцене шта се на том важном пољу урадило у земљи. Многе државне институције, као и приватна лица, радила су на овом пољу, те су на овој изложби и они представљени, међу њима друштва Српска мајка и Материнско удружење, као и Универзитетска дечја клиника звода за заштиту матера и деце.
Постојали су и одељци о туберкулози и венеричним болестима, о којима се посебно мало говорило у јавности. У соби где је било смештено све у вези са туберкулозом налазила се и таблица са статистиком о смртности од туберкулозе у појединим европским земљама, која је јасно говорила да је Краљевина Југославија била на првом месту. У одељку за венеричне болести приказана су најчешћа кожна и полна обољења, а посетиоци су могли на микроскопу да погледају клице које изазивају неку од тих болести. 
Постојао је и део посвећен заразним болестима, а публици се посебно допао део о асанацији, где су могли видети како треба уредити кућу и окућницу, како подићи хигијенски нужник, стају, ђубриште, а нарочито како се снабдети здравом пијаћом водом. Све је то било илустровано многобројним, прецизно израђеним моделима. 
Поред многобројних одељења налазило се и једно посвећено исхрани, затим организацији здравствене службе, наталитету и морталитету народа Европе, као и о спорту и физичком васпитању. Свако ово одељење пружало је драгоцене информације о болестима, превентиви, као и начинима како побољшати своје здравље и ојачати тело. Посећеност је била и више него велика и изложба је била значајан корак у едуковању становништва о хигијени  и здрављу уопште. 

### Привредни део
Привредни део у коме су узели учешћа као излагачи индустрија, занати и трговина у оквиру изложбе чинио је своју целину. Одзив привредника био је неочекивано велики. Организација и изглед овог дела била је таква да се сматра претечом београдског велесајма. Посета овог дела није била ништа мања од посете поучног дела и рачуна се да је овај део видело најмање 100.000 људи.

### Забавни део
Забавни део био је замишљен као саставни део изложбе на самом почетку рада, али у мањем обиму, са атракцијама чисто здравствено васпитне вредности. У организацији овог дела учествовала су многа хуманитарна удружења, која су била активна у овом периоду, међу њима и Материнско удружење, потом Дунавско дечје обданиште и Друштво за заштиту слепих девојака.
Сврха овог дела била је двојака, да привуче пажњу на изложбу генерално, чак и оне људе који се можда за њу не би интересовали, као и да створи приходе за покриће трошкова поучног и привредног дела. Забавни део је до 25. септембра посетило преко 90.000 људи.

## Галерија
- Реклама са изложбе
- Стеван Иванић, председник Југословенског друштва за чување народног здравља
- Наталија Смиљанић потпредседница Југословенског друштва за чување народног здравља
- Посета привредника из Бугарске
- Краљ Александар Карађорђевић на изложби
- Куповина улазница на благајни
- Краљевски пар напушта изложбу
- Краљ и краљица разгледају изложбу
- Хигијенска чесма
- Краљева гарда улази на изложбу
- Део хигијенске изложбе
- Деца на изложби
- Александар Костић председник Изложбеног одбора
- Ђаци на изложби
- Бојан Пирц секретар Изложбеног одбора